# Brachystephanus
Brachystephanus là chi thực vật có hoa trong họ Acanthaceae.